# 5426 Шарп
5426 Шарп (5426 Sharp) — астероїд головного поясу, відкритий 16 лютого 1985 року.
Тіссеранів параметр щодо Юпітера — 3,776.